# Franz Josef Konrad
Franz Josef Konrad (* 2. Februar 1897 in Seeshaupt; † 24. August 1962) war ein deutscher Kommunalpolitiker (CSU).

## Leben
Franz Josef Konrad lernte Meteorologe. 1941 heiratete er die 13 Jahre jüngere Josephine.
Konrad wurde am 9. Mai 1945 von der amerikanischen Militärregierung in seinem Heimatort Seeshaupt als Bürgermeister eingesetzt. In diesem Amt blieb er bis zum 30. Juni 1948. Anschließend wurde er Landrat des Landkreises Weilheim in Oberbayern. 1958 im Amt bestätigt, verstarb Konrad am 24. August 1962 nach eineinhalbjähriger Krankheit.
In Seeshaupt wurde der Bürgermeister-Konrad-Weg nach ihm benannt (Lage).